# ليوبولد هيلين
ليوبولد هيلين هو سياسي فرنسي، ولد في 16 أكتوبر 1926 في لو غوسييه في فرنسا، وتوفي في 9 فبراير 2012 في باريس في فرنسا. نشط حزبياً في اتحاد الديمقراطيين من أجل الجمهورية. وقد انتخب Mayor of Le Gosier ‏ وانتخب نائب فرنسي عن دائرة Guadeloupe's 1st constituency ‏ خلال فترته النيابية ‏ (2 أبريل 1973 – 25 أكتوبر 1973) وانتخب نائب فرنسي عن دائرة Guadeloupe's 1st constituency ‏ خلال فترته النيابية ‏ (11 يوليو 1968 – 1 أبريل 1973).